# Ganbare! Kickers
Kickers (jap. がんばれ!キッカーズ, Ganbare! Kikkāzu) ist ein Manga von Noriaki Nagai von 1985, der 1986 als Anime-Fernsehserie umgesetzt wurde. Sie lässt sich dem Shōnen-Genre zuordnen und handelt, wie das zwei Jahre vorher entstandene Captain Tsubasa, vom Fußball. Entsprechend gehört es dem Sport-Genre an.

## Handlung
Die Serie handelt von zwölf japanischen Schülern, deren Leidenschaft der Fußball ist. Gregor, ein kleiner Junge mit viel Talent und großer Begeisterung für den Fußball, zieht mit seiner Familie in eine neue Stadt. Sofort will er sich der Mannschaft der Schule, den Kickers (jap. 北原キッカーズ, Kitahara Kikkāzu), anschließen. Als er sie findet, muss Gregor entsetzt feststellen, dass die Kickers ihr letztes Spiel mit 0:21 verloren haben. Zudem erfährt er, dass die Kickers bis jetzt alle ihre Spiele verloren haben und kurz vor der Auflösung stehen. Doch Gregor gibt nicht auf. Er motiviert die Kickers neu und arrangiert ein Spiel gegen die Teufel (南陽SC, Nan’yō SC), die beste Mannschaft des Bezirks. Hier erzielen die Kickers einen Achtungserfolg: Nachdem sie in den ersten 10 Minuten mit 0:10 in Rückstand geraten, kassieren sie in der restlichen Spielzeit nicht nur kein Tor mehr, sondern erzielen durch Gregor sogar das Ehrentor zum 1:10. Obwohl in dem Spiel der Torwart Mario verletzt ausgewechselt und Sasha dafür ins Tor musste.
In der Folgezeit steigern sich die Kickers mehr und mehr und erzielen immer bessere Ergebnisse. Nach einigen beachtlichen Unentschieden, feiern sie schließlich ihren ersten Sieg. Auf dem Weg zu ihrem großen Ziel, der Teilnahme an der Landesmeisterschaft, überwinden die Kickers auch größere Hindernisse wie z. B. ein Ballverbot. Ein strenger Trainer, der die Kickers kurze Zeit trainiert, bringt die Mannschaft noch ein ganzes Stück weiter, indem er sie hart trainieren lässt.
Schließlich beginnt die Landesmeisterschaft. Trotz harter Spiele überwinden die Kickers die ersten beiden Runden, bis sie nun schließlich erneut auf die Teufel treffen. Diesmal erscheint das Spiel wesentlich ausgeglichener als bei ihrer letzten Begegnung. Dennoch müssen sich die Kickers, trotz ihres aufopfernden Spieles, 1:2 geschlagen geben, nachdem Gregor in der letzten Sekunde die große Chance zum Ausgleich vergibt, da er an Viktor, dem überragenden Torwart der Teufel, scheitert. Die anfängliche Enttäuschung weicht schnell dem Stolz. Die Kickers haben sich innerhalb eines halben Jahres enorm gesteigert und dürfen sich trotz der Niederlage als Sieger fühlen, haben sie ihrem Gegner doch ordentlich Paroli geboten.
Doch damit ist die Geschichte noch nicht zu Ende. In einem darauf stattfindenden Freundschaftsspiel verletzt sich Gregor und muss ausgewechselt werden. Da Sascha ebenfalls nicht eingesetzt werden kann, bietet sich Harry, ein neuer Schüler, als Einwechselspieler an. Mit drei Treffern führt er die Kickers quasi im Alleingang nach einem Rückstand zum Sieg. Harry wird fortan als neuer Spieler in die Mannschaft aufgenommen. Doch rasch wird deutlich, dass Harry kein Teamspieler ist. Aufgrund seiner äußerst egoistischen Spielweise und seiner überheblichen Art, kommt es in der Mannschaft zu Reibereien, weshalb sich einige Spieler für kurze Zeit sogar von den Kickers lossagen. Als es mit Harry zu einer Aussprache kommt, verlässt er daraufhin beleidigt das Team, um eine Konkurrenzmannschaft zu gründen. Bei einem Testspiel zwischen dieser Mannschaft und den Kickers zeigt sich, dass seine gesamte Mannschaft, wie er, aus Spielern besteht, die aus disziplinarischen Gründen aus ihren alten Teams geflogen sind. Schiedsrichter der Partie ist ausgerechnet Viktor, der Torwart der Teufel, der den Kickers immer als Freund und Ratgeber beistand. Im Spiel selbst zeigt sich, dass einzelne passable Spieler noch keine gute Mannschaft formen. Letztlich siegen die Kickers mit ihrem Teamgeist, worauf Harry seine Fehler einsieht und sich freundschaftlich von ihnen verabschiedet, da sein Vater in eine andere Stadt versetzt wurde.

## Die Mannschaft
- Masaru Hongō (本郷 勝, Hongō Masaru)/Mario:

Er ist Torwart, Kapitän und der wichtigste Spieler des Teams. Außerdem leitet er das Training und gibt sämtliche taktischen Anweisungen. Mario gelingt es als erstem Torhüter, den berühmten „Teufelsdreier“ abzuwehren. Abseits des Feldes wird er stets von einer Horde Mädchen verfolgt, was ihm sehr unangenehm ist, da er eher schüchtern und außerdem einzig und allein in Gregors Schwester Elsa verliebt ist. In Folge 4 erfährt man, dass er die Initiative zur Gründung des Teams ergriffen hatte, nachdem er bei den Teufeln hinter Viktor nur zweiter Torwart geworden wäre.
- Kakeru Daichi (大地翔, Daichi Kakeru)/Gregor:

Gregor ist neu in der Stadt und motiviert die Kickers nach den vielen Misserfolgen zum Weitermachen. Schnell avanciert er zum Mittelstürmer und Antreiber des Teams. Er erzielt mit Abstand die meisten Tore, auch deshalb, weil er niemals ans Aufgeben denkt, in jedem Match das Letzte aus sich herausholt und selbstlos für die Mannschaft kämpft. Außerdem hat Gregor eine Schwester namens Elsa. Sie hat in diesem Anime eine eher kleine Rolle. Er ist in Viktors Schwester Conny verliebt. In Folge 12 erfährt man, dass er als kleiner Junge von einem Motorrad angefahren wurde und hierüber zum Fußballspielen gekommen ist.
- Kenta Ishii (石井 健太, Ishii Kenta)/Kevin:

Der hitzköpfige Kevin steht neben Gregor in der Offensive und belebt mit schnellen Angriffen und vor allem mit Pässen zu Gregor das Spiel. Zum Verhängnis wird ihm jedoch des Öfteren sein unbändiger Sturkopf. Kevin ist sich während des Spiels für keine Rangelei zu schade und schlägt auch sonst gerne über die Stränge, womit er die Kickers oft in Schwierigkeiten bringt. Darin äußert sich jedoch auch nur sein absoluter Siegeswille. In Folge 8 wird Kevin kurzzeitig von einer anderen Mannschaft abgeworben, kehrt schließlich aber wieder zum Team zurück.
- Taichi Ōta (太田 太一, Ōta Taichi)/Sascha:

Sascha ist ein netter Kerl, zum Fußballspielen jedoch viel zu übergewichtig. Demnach drückt er meist nur die Bank, wird aber oft als Joker gebracht, da besonders seine weiten Einwürfe die Gegner in Gefahr bringen. So hat auch Sascha einen gewissen Anteil am Erfolg des Teams.
- Hideo Obata (小畑 英夫, Obata Hideo)/Tino:

Der kleine Spieler mit der Nummer 6 spielt im Mittelfeld, obwohl sein strenger Vater ihn viel lieber auf der Mittelstürmerposition sehen würde und ihm deshalb auch für kurze Zeit das Fußballspielen verboten hat. Später hat sich Tinos Vater, der ein Sportgeschäft betreibt, mit der Position seines Sohnes angefreundet und unterstützt die Mannschaft, wo er kann. Tino ist sehr stark am Ball und schlägt viele weite Pässe, besonders auf Gregor und Kevin.
- Mamoru Ōtaka (大高 守, Ōtaka Mamoru)/Tommy:

Er ist ein hochaufgeschossener Verteidiger, demnach sehr kopfballstark. Zumeist spielt er auf der Liberoposition. Jedoch wird ihm oft vorgeworfen, nicht die nötige Härte zu besitzen, um Fußball zu spielen. Wenn es drauf ankommt, ist Tommy jedoch meistens ein wichtiger Rückhalt in der Deckung der Kickers. In Folge 11 erfährt man, dass seine Eltern geschieden sind und sein Vater als Koch in Frankreich arbeitet, während seine Mutter Krankenschwester ist und Baseball spielt.
- Naoto Hamamoto (浜本 直人, Hamamoto Naoto)/Christoph:

Verteidiger Christoph ist ähnlich groß wie Tommy, weshalb auch seine Spezialität das Kopfballspiel ist. Da er kein begnadeter Techniker ist, tun sich die Kickers gut daran, den Hünen in der Verteidigung einzusetzen.
- Takeshi Hara (原 たけし, Hara Takeshi)/Jeremy:

Jeremy ist der Zwillingsbruder von Charlie und spielt als Rechtsaußen. Von dort aus kann er seine Schnelligkeit sehr gut zur Geltung bringen und zeichnet sich auch durch starken Offensivdrang aus. Jeremys Flanken bringen das gegnerische Tor immer wieder in Gefahr.
- Kiyoshi Hara (原 きよし, Hara Kiyoshi)/Charlie:

Der andere der beiden Zwillinge spielt auf der linken Außenseite. Die Brüder gleichen sich nicht nur wie ein Ei dem anderen, sondern sind auch hervorragend aufeinander eingespielt, da beide eine identische Spielweise an den Tag legen. Auch abseits des Platzes sieht man Charlie immer an der Seite seines Bruders, sie sind ein verschworenes Duo, das den Kickers zum Erfolg verhilft.
- Tetsuya Takada (高田 哲也, Takada Tetsuya)/Daniel:

Daniel ist wie Tino eher von schmächtiger Statur, kompensiert dies allerdings durch seine Schnelligkeit sowie durch sein erstklassiges Ballgefühl. Er gibt immer wieder Impulse aus dem defensiven Mittelfeld, ist vorne und hinten zu finden und somit ein wichtiger Dreh- und Angelpunkt des Spiels der Kickers. In Folge 15 erfährt man, dass seine Eltern ein Fotogeschäft betreiben und Daniel selbst gern fotografiert.
- Shinsuke Koga (古賀 信介, Koga Shinsuke)/Benjamin:

Mit Christoph und Tommy stellt Benjamin die Verteidigung der Kickers. Doch auch seine langen Pässe bis in die Spitze zeichnen den Abwehrrecken aus. Manchmal hat er Meinungsverschiedenheiten mit dem Hitzkopf Kevin.
- Manabu Noguchi (野口 学, Noguchi Manabu)/Philipp:

Philipp agiert ebenfalls eher in der Defensive. Aufgrund seiner Brille ist er das ein oder andere Mal eingeschränkt, macht diesen Nachteil jedoch durch sein kluges Köpfchen wieder wett. In seiner Freizeit spielt er auch gerne Klavier (siehe Folge 12), wo er auch sehr stark von sich reden macht.

## Weitere wichtige Charaktere
- Hikaru Uesugi (上杉 光, Uesugi Hikaru)/Viktor:

Er ist der überragende Torwart der Teufel, der besten Mannschaft des Bezirks. Viktor gibt den Kickers gelegentlich wertvolle Tipps. Als Bruder von Conny ist ihm nicht verborgen geblieben, dass Gregor sich für sie interessiert.
- Akina Uesugi (上杉 明菜, Uesugi Akina)/Conny:

Viktors Schwester, in die sich Gregor verliebt. Spielt ebenso wie Philipp Klavier.
- Ayumi Daichi (大地 歩, Daichi Ayumi)/Elsa:

Gregors Schwester, in die sich Mario verliebt. Rettet seine Ehre, als er sie in der Umkleidekabine überrascht.
- Shun Hyōdō (兵藤 俊, Hyōdō Shun)/Harry:

Brandgefährlicher Stürmer, der allerdings viel zu egoistisch spielt. Gehört gegen Ende der Serie kurze Zeit zu den Kickers. Außerdem hat er bereits für die Tornados gespielt. Nach Verlassen der Kickers gründet er ein eigenes Team namens 'Die Schakale’. Diese sind jedoch nie als Mannschaft agierend und verlieren somit ihr einziges Spiel, welches gegen die Kickers auf dem Schulsportplatz beider Mannschaften stattfindet.
- Yū Mizushima (水島 雄, Mizushima Yū)/Simon:

Spielt bei den Schwarzen Blitzen und ersetzt quasi eine ganze Mannschaft aufgrund seiner hervorragenden fußballerischen Fähigkeiten. Er ist im Gegensatz zu Harry zwar ein Teamplayer, der aber auch oft zu unfairen Mitteln greift. Sein älterer Bruder, welcher an einem Herzfehler leidet, heißt Ronny. Ronny ist auch der Grund, warum Simon sogar ab und an mal fair spielt.
- Tsuyoshi Yoshida (吉田 つよし, Yoshida Tsuyoshi), Minoru Ikeda (池田 みのる, Ikeda Minoru) und Yūsuke Kishi (岸祐 介, Kishi Yūsuke)/Gordon, Eric und Steve:

Überragende Stürmer der Roten Teufel. Sie bilden den gefürchteten „Teufelsdreier“, der als unbesiegbar gilt, bis Mario ihn als erster Torwart entschärfen kann.
- Tokumitsu (徳光 Tokumitsu)/Thomas:

Thomas ist ein Reporter, welcher von den Spielen der Kickers berichtet.

## Struktur
Ein Muster kehrt in den Spielen der Kickers fast immer wieder. Fast in jedem Spiel geraten sie zunächst in Rückstand (sei es mit 0:1 oder mit 0:10), ehe sie im weiteren Spielverlauf ein Mittel gegen ihren Gegner finden. Auf diese Weise erreichen die Kickers oft noch ein Unentschieden oder einen Sieg.
Weiterhin ist der Fokus nicht so stark auf den Fußball selbst gelegt, wie bei vergleichbaren Manga und Anime. Die Handlung abseits des Fußballplatzes nimmt bei den Kickers viel Raum ein. Daher ziehen sich die Spiele selbst nie allzu lange hin (nur die Spiele gegen die Teufel ziehen sich über mehrere Folgen hin) und die Handlung bezieht sich zu einem großen Teil auf die Alltagsprobleme der Charaktere.

## Veröffentlichungen

### Manga
Kickers erschien in Japan von 1985 bis 1989 in Einzelkapiteln in den Manga-Magazinen CoroCoro Comic, Bessatsu Coro Coro und Shōnen Sunday. Shogakukan verlegte diese Einzelkapitel auch in 20 Einzelbänden.
In Spanien veröffentlichte Banzai Comics den Manga seit 2007 vierteljährlich in insgesamt zehn Bänden und unter dem dortigen Titel Supergol.

### Anime
Studio Pierrot produzierte die 26-teilige Zeichentrickserie zum Manga. Diese wurde von 15. Oktober 1986 bis zum 25. März 1987 auf dem japanischen Fernsehsender Family Gekijō ausgestrahlt. Die Serie wurde wegen schlechter Einschaltquoten (vor allem das zeitgleich laufende Captain Tsubasa erwies sich als zu starke Konkurrenz) aber nach 22 von 26 Folgen abgesetzt. Die 15. Folge wurde beim ersten Durchlauf übersprungen und erst am 26. August 1987 ausgestrahlt.
Die später in der Serie stattfindenden 3 „Harry-Folgen“ wurden in Japan erst am 5. Januar 1988 ausgestrahlt. Später, als die Serie dort in einer DVD-Box veröffentlicht wurde, waren alle 26 Folgen enthalten, die „Harry-Folgen“ wurden dabei als Nebenhandlung in die Mitte der Serie (17–19), statt an ihrem Ende (24–26), eingebaut.
Nach ihrer Erstausstrahlung im Mai 1992 auf Tele 5 lief die Serie mehrmals im deutschen Fernsehen auf RTL II, tm3, Tele 5 und Premiere-Fox Kids. Es wurden alle 26 Folgen ausgestrahlt.
Zuletzt wurde auf RTL2 erstmals eine geschnittene Version der Serie ausgestrahlt.
Neben Japan und Deutschland wurde der Anime auch in Italien (Palla al centro per Rudy), Frankreich (But Pour Rudy!), Spanien (Supergol) und Polen (Piłkarze) ausgestrahlt. Auch ausgestrahlt wurde die Serie im Iran unter dem Namen „Footbalistha“ (فوتبالیستها), dessen Namen auch für die Iranischen Adaptionen für die Serie Captain Tsubasa angewendet wurden. Obwohl Captain Tsubasa Ähnlichkeit mit Kickers hat, was den Stil betrifft, gehören die beiden Fußballserien jedoch nicht zusammen, da sie von unterschiedlichen Autoren bzw. Studios stammen. Die iranische Erstausstrahlung erfolgte im Jahr 2010 im 1. Kanal des Staatsfernsehens.
Ein Hörspiel zur Serie ist ebenfalls (mit allen 26 Episoden) veröffentlicht worden.

### OVA
Neben der Fernsehserie existiert eine Original Video Animation, die das Spiel der Kickers gegen die Teufel bei den Landesmeisterschaften behandelt. Diese OVA, die im Grunde aus den jeweiligen 23 Episoden zusammengeschnitten wurde, besitzt ein alternatives Ende. Hierbei trifft Gregor in letzter Sekunde gegen Viktor und beide Mannschaften müssen nun im Elfmeterschießen gegeneinander antreten. Dies führt schließlich zum Triumph der Kickers, da Viktor durch eine Kopfverletzung geschwächt ist, wobei der wegen seiner Unsportlichkeit oft gescholtene Sascha zum Helden wird. Dieses Ende ist lange offiziell nie außerhalb Japans erschienen. 2018 erschien die OVA bei Kazé auf Blu-ray (25. Mai) und auf Anime on Demand (22. Dezember). Bei der deutschen Veröffentlichung wurde die Synchronisation des Zusammenschnitts aus alten Folgen rekonstruiert, das alternative Ende besitzt jedoch nur deutsche Untertitel.

## Heimkino-Veröffentlichung
Anime Virtual (heute Kazé) hat vom 28. April 2006 bis zum 24. Juli 2006 die komplette Serie auf insgesamt vier DVDs veröffentlicht. Zudem erschien am 28. April 2006 eine Gesamtbox mit allen 26 Folgen. Die DVD-Veröffentlichung erfolgte unter anderem aufgrund der Fußball-Weltmeisterschaft 2006.
Die DVD-Box erschien 2014 mit neuem Logo („Kazé“ anstatt „Anime Virtual“) erneut. Am 12. Februar 2016 wurde die Box als Neuauflage herausgegeben. Diesmal mit überarbeitetem Design in Slimcase-Boxen.
Am 25. Mai 2018 erschien Kickers auf Blu-ray. Die Box bietet neben der deutschen Fassung erstmals den japanischen Originalton inklusive deutscher Untertitel. Zudem enthält die Box das japanische Intro und Outro; zuvor war immer nur das deutsche auf den DVDs enthalten. Als Bonus gibt es erstmals die 90-minütige OVA.

## Episodenliste
Bei allen Episoden führte Akira Shigino Regie und war Takeshi Ôsaka für die Figurengestaltung verantwortlich.
| Nummer | Deutscher Titel                  | Erstausstrahlung Japan |
| ------ | -------------------------------- | ---------------------- |
| 01     | Der Neue                         | 15. Okt. 1986          |
| 02     | Morgenmuffel gegen Frühaufsteher | 22. Okt. 1986          |
| 03     | Ärger im Mittelfeld              | 29. Okt. 1986          |
| 04     | Ein aussichtsloses Spiel         | 5. Nov. 1986           |
| 05     | Feuertaufe                       | 12. Nov. 1986          |
| 06     | Der Kapitän und die Mädchen      | 19. Nov. 1986          |
| 07     | Gregors Luftpost                 | 26. Nov. 1986          |
| 08     | Kevin im Abseits                 | 3. Dez. 1986           |
| 09     | Ballverbot                       | 10. Dez. 1986          |
| 10     | Sieg für Ronny                   | 17. Dez. 1986          |
| 11     | Heiratspläne                     | 7. Jan. 1987           |
| 12     | Sport mit Musik                  | 14. Jan. 1987          |
| 13     | Computer-Fußball                 | 21. Jan. 1987          |
| 14     | Unfaires Spiel                   | 28. Jan. 1987          |
| 15     | Daniel in Gefahr                 | 26. Aug. 1987          |
| 16     | Nicht mit uns, Trainer           | 4. Feb. 1987           |
| 17     | Das Spiel um die Pralinen        | 11. Feb. 1987          |
| 18     | Gewichtige Gegner                | 18. Feb. 1987          |
| 19     | Kein Durchkommen                 | 25. Feb. 1987          |
| 20     | Kampf um die nächste Runde       | 3. Mär. 1987           |
| 21     | Das Team von der Küste           | 11. Mär. 1987          |
| 22     | Die dritte Runde                 | 18. Mär. 1987          |
| 23     | Kampf gegen das Aus              | 25. Mär. 1987          |
| OVA    | Unsere Legende                   | 21. Aug. 1987          |
| 24     | Ein Superstar schießt quer       | 5. Jan. 1988           |
| 25     | Der Rosenkavalier                | 5. Jan. 1988           |
| 26     | Sieg für den Teamgeist           | 5. Jan. 1988           |

## Synchronisation
| Charakter (jp./dt.)           | Japanischer Sprecher (Seiyū) | Deutscher Sprecher |
| ----------------------------- | ---------------------------- | ------------------ |
| Kakeru Daichi/Gregor          | Tomiko Suzuki                | Nadja Engel        |
| Shun Hyōdō/Harry              | Hidehiro Kikuchi             | Alexander Doering  |
| Kenta Ishii/Kevin             | Noriko Tsukase               | Renate Pick        |
| Ryō Mizushima/Ronny           | Nobuo Tobita                 | Asad Schwarz       |
| Shintarō Horie/Sigi           | Ryō Horikawa                 | Asad Schwarz       |
| Akihiko Fujiwara/Alex Francis | Minako Arakawa               | Asad Schwarz       |
| Ōgami/Trainer Scott           | Kōsuke Meguro                | Bernd Schramm      |
| Masaru Hongō/Mario            | Kazue Ikura                  | Gerald Schaale     |
| Taichi Ōta/Sascha             | Tarako                       | Klaus Bergatt      |
| Hikaru Uesugi/Viktor          | Eiko Yamada                  | Gunnar Helm        |
| Kōtarō Horie/Carlo            | Bin Shimada                  | Gunnar Helm        |
| Yū Mizushima/Simon            |                              | Gunnar Helm        |
| Polizist                      |                              | Gunnar Helm        |
| Tokumitsu/Thomas              | Kōzō Shioya                  | Rainer Büttner     |
| Eisaku Obata/Tinos Vater      | Keisuke Yamashita            | Kaspar Eichel      |
| Manabu Noguchi/Philipp        | Kyōko Tongū                  | Joachim Kaps       |
| Erzähler                      |                              | Joachim Kaps       |
| Ayumi Daichi/Elsa             | Chieko Honda                 | Elvira Schuster    |
| Mamoru Ootaka/Tommy           | Urara Takano                 | Helmut Geffke      |

## Auszeichnungen
1987 wurde Noriaki Nagai für Kickers mit dem 32. Shōgakukan-Manga-Preis in der Kategorie Kinder ausgezeichnet.